# Goldbergvariationerne
Goldbergvariationerne, BWV 988, er et værk for cembalo skrevet af Johann Sebastian Bach, som gav værket titlen „Aria mit verschiedenen Veraenderungen vors Clavicimbal mit 2 Manualen“. Værket består af 30 variationer over den aria, som indleder og afslutter det.
Goldbergvariationerne er også senere omskrevet for andre instrumenter, bl.a. for strygekvartet.
Goldbervariationerne blev udgivet første gang i 1741 som Clavierübung IV og menes at have fået navn efter Johann Gottlieb Goldberg.

## Baggrund
Fortællingen om, hvordan variationerne blev komponeret, stammer fra en tidlig biografi om Bach af Johann Nikolaus Forkel: Ifølge Forkel blev Bachs Aria mit verschiedenen Veränderungen skrevet til den russiske gesandt ved hoffet i Dresden, Hermann Carl von Keyserling. Cembalisten Johann Gottlieb Goldberg, der var elev af Wilhelm Friedemann Bach og Johann Sebastian Bach, skulle stå for uropførelsen.
 [For dette arbejde] skal vi takke den tidligere russiske ambassadør ved domstolen i Sachsens initiativ. Grev Kaiserling, der ofte standsede i Leipzig og medbragte førnævnte Goldberg for at give ham musikundervisning af Bach. Greven var ofte syg og havde søvnløse nætter. På sådanne tidspunkter måtte Goldberg, der  boede i huset, tilbringe natten i et forkammer, så han kunne spille for Kaiserling under dennes søvnløshed. ... En gang nævnte greven, i Bachs nærvær, at han gerne til Goldberg ville have noget cembalomusik med en let og livlig karakter, som han måske kunne opmuntres af i disse søvnløse nætter. Bach mente, at han bedst kunne opfylde dette ønske ved hjælp af variationer, hvilket han hidtil havde betragtet som en utaknemmelig opgave, på grund af de mange gentagelser af det ensartede harmoniske fundament, når de skulle nedskrives. Han skrev da også kun et enkelt værk af denne art. Greven kaldte dem herefter altid hans variationer. Han blev aldrig træt af dem, og i lang tid betød de søvnløse nætter: "Kære Goldberg, spil mig en af mine variationer." Bach blev muligvis aldrig så rigt belønnet for noget af sine værker som for dette. Greven gav ham et gyldent bæger fyldt med 100 louis-d'Or. På trods af dette ville den kunstneriske værdi endnu ikke være betalt om gaven havde været 100 gange større.

Forkel skrev sin biografi i 1802, mere end 60 år efter begivenhederne, og der er blevet sat spørgsmålstegn ved dens autenticitet. Den manglende dedikation på titelbladet af variationerne gør også fortællingen om bestillingen usandsynlig. Goldberg var kun 14 år ved udgivelsen, hvilket også taler imod Forkels fortælling, selv om det må nævnes, at han var en dygtig pianist og i stand til at spille fra bladet. Som modargument er det blevet fremhævet, at titelbladets formulering Clavier-Übungen (klaverøvelser), indikerer, at variationerne er skrevet for et ungt talent. I et nyere studie konkluderer pianisten og Bach-forskeren Peter Williams, at Forkels historie er fuldstændigt opdigtet.
Arnold Schering har foreslået at arien, som variationerne er skrevet over, ikke er skrevet af Bach. Nyere tids litteratur (som udgaven af Christoph Wolff) antyder at der ikke er grundlag for tvivl.

## Udgivelse
Ganske usædvanligt for Bachs arbejder blev Goldbergvariationerne udgivet endnu i hans levetid. Det nøjagtige udgivelsestidspunkt er ukendt, men kilderne angiver engang i efteråret 1741 i Nürnberg.  Udgivelsen blev foretaget af Bachs ven Balthasar Schmid fra Nürnberg. Schmid trykte dem som kobberstik. Noderne er i den første version udført med Schmids egen håndskrift og indeholder flere trykfejl.
Titelbladet (på tysk):
Clavier Ubung / bestehend / in einer ARIA / mit verschiedenen Verænderungen / vors Clavicimbal / mit 2 Manualen. / Denen Liebhabern zur Gemüths- / Ergetzung verfertiget von / Johann Sebastian Bach / Königl. Pohl. u. Churfl. Sæchs. Hoff- / Compositeur, Capellmeister, u. Directore / Chori Musici in Leipzig. / Nürnberg in Verlegung / Balthasar Schmids
19 eksemplarer af førsteudgaven har overlevet. Det mest værdifulde, originaleksemplaret, findes på Bibliothèque nationale de France i Paris. Det indeholder korrektioner og tilføjelser fra komponisten samt et appendiks med 14 kanons baseret på de første otte basnoder fra arien BWV 1087.
Bachs autograf findes ikke længere. Derfor skabte det stor opmærksomhed, da der blev fundet et lydefrit eksemplar af førsteudgaven, hvor Bach med egen hånd havde foretaget korrektur til 14 kanoner.
Det navn, hvorunder vi i dag kender Goldbergvariationerne, blev først etableret i løbet af det 19. århundrede. Det forekommer i Johann Nikolaus Forkels Über Johann Sebastian Bachs Leben, Kunst und Kunstwerke fra 1802, men kan ikke spores i tidligere omtaler af værket. Tilblivelseshistorien er tilsyneladende stykket sammen af informationer fra de to ældste af Bachs sønner.Bekræftende kilder er imidlertid ikke fundet.

## Form
| Satsoverskrifter fra originaltrykket (Bachs senere tilføjelser i Håndskrift i parentes) | Satsoverskrifter fra originaltrykket (Bachs senere tilføjelser i Håndskrift i parentes) |
| --- | --- |
| - Aria - Variatio 1. a 1 Clav. - Variatio 2. a 1. Clav. - Variatio 3. Canone all Unisuono à 1 Clav. - Variatio 4. à 1 Clav. - Variatio 5. a 1 ô vero 2 Clav. - Variatio 6. Canone alla Seconda a 1 Clav. - Variatio 7. à 1. ô vero 2 Clav. (al tempo di Giga) - Variatio 8. a 2 Clav. - Variatio 9. Canone alla Terza. a 1 Clav. - Variatio 10. Fugetta. a 1 Clav. - Variatio 11. a 2 Clav. - Variatio 12. Canone alla Quarta. - Variatio 13. a 2 Clav. - Variatio 14. a 2 Clav. - Variatio 15. andante. Canone alla Quinta. a 1 Clav. | - Variatio 16. a 1 Clav. Ouverture - Variatio 17. a 2 Clav. - Variatio 18. Canone alla Sexta. a 1 Clav. - Variatio 19. à 1 Clav. - Variatio 20. a 2 Clav. - Variatio 21. Canone alla Settima. - Variatio 22. a 1 Clav. alla breve - Variatio 23. a 2 Clav. - Variatio 24. Canone all Ottava a 1 Clav. - Variatio 25. a 2 Clav. („adagio“) - Variatio 26. a 2 Clav. - Variatio 27. Canone alla Nona. a 2 Clav. - Variatio 28. a 2 Clav. - Variatio 29. a 1 o vero 2 Clav. - Variatio 30. a 1 Clav. Quodlibet. - Aria da Capo è Fine |

Kompositionen er baseret på en arie, der er opbygget som sarabande i 3/4 takt. Efter en variation over arien i begyndelsen af værket, følger 30 variationer over temaet. Disse variationer følger ikke direkte grundtonen i arien, men anvender i stedet baslinjen. Hver tredje variation er en kanon i en ny skala.
Som påvist af Ralph Kirkpatrick  er variationer mellem kanonerne arrangerede i et mønster. Hvis man ser bort fra intro og finale, specifikt arien, de to første variationer, Quodlibet, samt arie da capo, er Goldbergvariationerne således konstruerede: Hver variation, der følger en kanon er genrebestemte, varierende typer, fx tre barokdanse (4, 7, 19); en fugetta (10); en Fransk overture (16); og to arier, komponeret for højrehåndsanslag (13, 25). Variationerne 5, 8, 11, 14, 17, 20, 23, 26 og 29 er, hvad Kirkpatrick har betegnet som "arabesker"; de består af variationer i et livligt tempo med et stærkt element af cross-over. Disse mønstre gentages ni gange, inden Quodlibet-delen bryder ind.
Alle dele af kompositionen er i G-dur, bortset fra 15, 21 og 25, som er i mol. Efter de 30 variationer skrev Bach Aria da Capo e fine, dvs. at der vendes tilbage til arien i begyndelsen ("da capo") før finalen.

### De enkelte dele af kompositionen

#### Aria
Aria en den eneste sats i værket, som er baseret på en tidligere, håndskreven komposition. Den afviger kun i uvæsentlige detaljer fra den trykte arie. Anna Magdalena Bach angav ingen titel i sine notater i dagbogen påbegyndt i 1725. Notaterne viser, at satsen bygger på en tidligere nedskreven sang. Arnold Schering har på grundlag af stilstudier været fortaler for det synspunkt, at Bach ikke kunne have komponeret forlægget for arien. Analyser af Anna Magdalenas håndskrift har imidlertid påvist, at notaterne formentlig er nedskrevet mellem 1735 og 1741. Dermed kan den titelløse sats sættes direkte i forbindelse med kompositionen af variationsværket. Til støtte for antagelsen om, at der ikke er tale om en af Bachs grundkompositioner, anføres at undertonerne er fransk inspirerede, mens fortalerne for, at der er tale om et originalt værk af Bach fremhæver den kvalitet og betydning, som det underliggende basfundament har for resten af værkets opbygning.
Ligeledes fremhæves de skjulte melodiske anslag i variation 30, Quodlibet.

#### Variationerne
Både arien og de fleste af variationerne bygger på baslinjer, der består af 32 Fundamental-noder. Variation 18 har også fundamentalnoder i overstemmen. Der findes også eksempler på, at begge stemmer i to klaviaturer fordeler sig som i Variation 20 eller ved overkrydsning af hænderne i den høje skala som i Variation 17.
De 32 takter kan inddeles i lige store dele.
| Harmonisk inddeling | Harmonisk inddeling | Harmonisk inddeling | Harmonisk inddeling |
| ------------------- | ------------------- | ------------------- | ------------------- |
| Takt 1–8            | Takt 9–16           | Takt 17–24          | Takt 25–32          |
| Kadence i G         | Kadence i D         | Kadence i e         | Kadence i G         |

Mol-variationerne udtrykker en tonesætning efter grundskemaet G–D–Es–G. 

#### Quodlibetsatsen
Denne sats er baseret på forskellige tyske folkesange, hvoraf to er Ich bin solang nicht bei dir g'west, ruck her, ruck her og Kraut und Rüben haben mich vertrieben, hätt mein' Mutter Fleisch gekocht, wär ich länger blieben Oprindelsen til de øvrige er ukendt. Kraut und Rüben temaet er under titlen La Capricciosa tidligere benyttet af Dieterich Buxtehude i hans 30 partitaer i G Dur, BuxWV 250. En dansker vil genkende melodien som Bro bro Brille.
Bachs biograf Forkel fortæller, at Quodlibet var en spøg, som blev aftalt i familien Bach, der i hovedsagen bestod af musikere.

## Indspilninger
Dette er en liste over udvalgte kommercielle indspilninger af Goldbergvariationerne.
| Kunstner                               | Tidspunkt                      | Sted                                                                                       | Optagelse                                                                                                  | Instrument |
| -------------------------------------- | ------------------------------ | ------------------------------------------------------------------------------------------ | --- | --- |
| Rudolf Serkin                          | omkring 1928                   | Stuttgart                                                                                  | Welte klaverruller                                                                                         | klaver |
| Wanda Landowska                        | november 1933                  | Paris                                                                                      | EMI 5 6720 ADD                                                                                             | cembalo |
| Claudio Arrau                          | januar-marts 1942              |                                                                                            | RCA CD GD 87841                                                                                            | klaver |
| Wanda Landowska                        | 1945                           | New York City                                                                              | RCA | cembalo |
| Rosalyn Tureck                         | 1947                           |                                                                                            | mono Allegro / Everest                                                                                     | klaver |
| Ralph Kirkpatrick                      | 1952                           |                                                                                            | mono Haydn Society                                                                                         | cembalo |
| Gustav Leonhardt                       | 1953                           | Wien                                                                                       | stereo (den første af Leonhardts tre indspilninger)                                                        | cembalo |
| Isolde Ahlgrimm                        | januar 1954                    | Wien                                                                                       | Philips, mono                                                                                              | Ammer cembalo |
| Glenn Gould                            | 21. juni, 1954                 | Toronto                                                                                    | fra CBCs udsendelse, mono                                                                                  | klaver |
| Glenn Gould                            | 10. juni, 1955                 | New York                                                                                   | Sony Classical 52 594 ADD; Goldberg Variations                                                             | klaver |
| Jörg Demus                             | 1955                           | Østrig                                                                                     | Nixa WLP 5241, mono                                                                                        | klaver |
| Karl Richter                           | januar 1956                    |                                                                                            | Telefunken                                                                                                 | cembalo |
| James Friskin                          | 28. marts, 1956                | Masonic Temple, Brooklyn, New York                                                         | Bach Guild / Vanguard                                                                                      | cembalo |
| Rosalyn Tureck                         | 1957                           | London, Abbey Road Studios                                                                 | HMV / Capitol, 2 CD Philips "Great pianists of the century"                                                | klaver |
| Glenn Gould                            | 1959                           | live ved Salzburg Festival                                                                 | Sony Classical 52685 ADD                                                                                   | klaver |
| Ralph Kirkpatrick                      | 1959                           |                                                                                            | Deutsche Grammophon 439 673-2 ADD                                                                          | cembalo |
| Helmut Walcha                          | juni 1960-marts 1961           | Hamburg                                                                                    | EMI 4 89166 ADD                                                                                            | cembalo |
| Gustav Leonhardt                       | 1965                           |                                                                                            | Teldec (Das Alte Werk)                                                                                     | cembalo |
| Peter Serkin                           | marts 1965                     | New York                                                                                   | RCA (den første af Peter Serkins tre indspilninger)                                                        | klaver |
| Maria Yudina                           | januar 1968                    | Moskva                                                                                     | Philips 456 994-2 "Great pianists of the century"                                                          | klaver |
| Wilhelm Kempff                         | juli 1969                      |                                                                                            | Deutsche Grammophon 439 978-2 ADD                                                                          | klaver |
| Charles Rosen                          | juli 1969                      |                                                                                            | Sony SBK 48173 ADD                                                                                         | klaver |
| Karl Richter                           | 1970                           |                                                                                            | Archiv Produktion POCA-9085                                                                                | cembalo |
| Anthony Newman                         | 1971                           |                                                                                            | Columbia M 30538                                                                                           | cembalo |
| Joel Spiegelman                        | May 1973                       |                                                                                            | East-West, ISI Productions, Atlantic New Age Bach: The Goldberg Variations ADD                             | Kurzweil 250 Digital Synthesizer |
| Igor Kipnis                            | 1976                           | New York                                                                                   | EMI / Angel                                                                                                | cembalo |
| Gustav Leonhardt                       | august 1976                    | Haarlem                                                                                    | Deutsche Harmonia Mundi GD77149 ADD (hans tredje og sidste indspilning)                                    | cembalo |
| Alan Curtis                            | 23. september 1976             | kendes ikke                                                                                | EMI 7630622                                                                                                | 1728 Christian Zell cembalo |
| Marga Scheurich                        | 1977                           |                                                                                            | LP Saphir Intercord INT 120.886                                                                            | cembalo |
| Tatiana Nikolayeva                     | 1979                           | Moskva                                                                                     | Melodiya C10-13091 (2LP), Relief CR861006 (1CD), Victor VICC40126/7 (2CD). Nikolayevas første indspilning. | klaver |
| Rosalyn Tureck                         | 1979 eller 1984                | Hamburg?                                                                                   | DG, Genudgivet 1988 1 CD VAI Audio                                                                         | klaver |
| Trevor Pinnock                         | 1980                           |                                                                                            | Archiv Produktion 415 130-2 ADD                                                                            | cembalo |
| Alexis Weissenberg                     | 1981                           |                                                                                            | EMI 5 74952 2                                                                                              | klaver |
| Glenn Gould                            | april/maj 1981                 | New York                                                                                   | oprindelig CBS Masterworks MK 37779, siden Sony Classical 52619 DDD (Goulds fjerde og sidste indspilning)  | klaver |
| Grigory Sokolov                        | 27. februar 1982               | Leningrad (live)                                                                           | Melodiya                                                                                                   | klaver |
| András Schiff                          | 1983                           |                                                                                            | Decca 417 116-2 (1 CD)                                                                                     | klaver |
| Tatiana Nikolayeva                     | april 1983                     | Aarhus                                                                                     | Classico Classcd 416 (1CD). Nikolayevas anden indspilning.                                                 | klaver |
| Scott Ross                             | april 1985                     | live i Tabaret Hall, University of Ottawa                                                  | Erato / Fonovox                                                                                            | cembalo |
| Kenneth Gilbert                        | april 1986                     | Mas de Vert, Arles                                                                         | 1 CD Harmonia Mundi                                                                                        | cembalo |
| Maria Tipo                             | 26.–28. juni 1986              | Paris                                                                                      | EMI HMV 5 86666 DDD                                                                                        | klaver |
| Tatiana Nikolayeva                     | 10. november 1986              | St. John’s, Smith Square, London                                                           | BBC 6483445 (1CD). Nikolayevas tredje indspilning.                                                         | klaver |
| Tatiana Nikolayeva                     | 9. september 1987              | Berwaldhallen, Stockholm                                                                   | Bluebell ABCD043 (1CD). Nikolayevas fjerde indspilning.                                                    | klaver |
| Igor Lazko                             | ca. 1987                       |                                                                                            | Belgrade Broadcasting, PGP 2330172                                                                         | klaver' |
| Jean Guillou                           | november 1987                  | Eglise Notre-Dame des Neiges, Alpe d'Huez, Frankrig                                        | Dorian 90110                                                                                               | orgel |
| Stefan Hussong(in German)              | 1987/1988                      |                                                                                            | Thorofon DDD                                                                                               | accordeon |
| Scott Ross                             | januar 1988                    | Salle Blanqui, Paris                                                                       | EMI / Virgin Veritas                                                                                       | cembalo |
| Ton Koopman                            | 1988                           |                                                                                            | ERATO 45326-2 DDD                                                                                          | cembalo |
| Keith Jarrett                          | januar 1989                    |                                                                                            | ECM Records 839 622-2 DDD; J.S. Bach: Goldberg Variations                                                  | cembalo |
| Bronisława Kawalla                     | februar 1989                   |                                                                                            | Polskie Nagrania PNCD 055 DDD                                                                              | klaver |
| Daniel Barenboim                       | 12. oktober 1989               | Live-indspilning, Teatro Colón, Buenos Aires                                               | Erato ER2-45468                                                                                            | klaver |
| Bob van Asperen                        | juli 1991                      | Berlin                                                                                     | EMI 7 54209 DDD                                                                                            | cembalo |
| Tjako van Schie                        | februar 1991                   | Holland                                                                                    | Rondo 001 DDD                                                                                              | klaver |
| Maggie Cole                            | 1991                           |                                                                                            | Virgin 5 61555 (2 CDs) DDD                                                                                 | cembalo |
| Vladimir Feltsman                      | 26. oktober 1991               | live på konservatoriet i Moskva                                                            | Musical Heritage Society 513260T DDD                                                                       | klaver |
| Tatiana Nikolayeva                     | 23. januar 1992                | Rosslyn Hill Unitarian Chapel, Hampstead, London                                           | Hyperion Records CDA66589. Nikolayevas femte indspilning.                                                  | klaver |
| Andrei Gavrilov                        | 1993                           |                                                                                            | Deutsche Grammophon 435 436-2 DDD                                                                          | klaver |
| New European Strings Chamber Orchestra | oktober 1993                   | Hamburg                                                                                    | Transskriberet af Dmitry Sitkovetsky                                                                       | orkester |
| Eleonore Bühler-Kestler                | October 1993                   | Bayreuth                                                                                   | CHARADE; CHA 3012 DDD                                                                                      | cembalo |
| Peter Serkin                           | 1.-3. juni 1994                |                                                                                            | Manhattan BMG Classics 09026 68188 2 DDD (Serkins tredje indspilning)                                      | klaver |
| Konstantin Lifschitz                   | 10.-13. juni 1994              |                                                                                            | Denon Records #78961 DDD                                                                                   | klaver |
| Christophe Rousset                     | 27.-29. september 1994         |                                                                                            | oprindelig L'Oiseau-Lyre, nu Decca 475 7080 DDD                                                            | cembalo |
| Ekaterina Dershavina                   | 1994                           |                                                                                            | | |
| Sergey Schepkin                        | 15. januar 1995                |                                                                                            | Ongaku Records 024-107 DDD                                                                                 | klaver |
| Kenneth Cooper                         | 1995                           |                                                                                            | Berkshire Bach Society                                                                                     | cembalo |
| Samuel Bartos                          | 1995                           |                                                                                            | Connoisseur Society                                                                                        | klaver |
| Edward Aldwell                         | 1996                           |                                                                                            | Biddulph flw001 DDD                                                                                        | klaver |
| Kurt Rodarmer                          | 1996                           |                                                                                            | Sony SK 60257 DDD                                                                                          | to guitarer (overdubbed) |
| Robin Sutherland                       | 1996                           |                                                                                            | d'Note Classics DND 1013- ADD                                                                              | klaver |
| Masaaki Suzuki                         | februar, juni og juli 1997     |                                                                                            | BIS BIS-CD-310819 DDD                                                                                      | cembalo |
| József Eötvös                          | 1997                           |                                                                                            | EJ-01WZ DDD                                                                                                | guitar |
| Michal Mašek                           | 1997                           |                                                                                            | LT 0056-2 131                                                                                              | klaver |
| Rosalyn Tureck                         | marts 1998                     | Hamburg                                                                                    | 2 CD DG (Turecks syvende og sidste indspilning af GV)                                                      | klaver |
| Andrei Vieru                           | 1998                           |                                                                                            | Harmonia Mundi 901666                                                                                      | klaver |
| Abram Bezuijen                         | 1998                           |                                                                                            | VLS Records VLC 0598                                                                                       | orgel |
| Zhu Xiao-Mei                           | 1999                           |                                                                                            | Mandala Records DDD                                                                                        | klaver |
| Evgeni Koroliov                        | 1999                           | Festeburgkirche, Frankfurt am Main, Tyskland                                               | Hänssler                                                                                                   | klaver |
| Pieter-Jan Belder                      | 20. april, 18.-19. juli 1999   |                                                                                            | Brilliant Classics 92284 DDD                                                                               | cembalo |
| Angela Hewitt                          | 28. august, 1. september 1999  | Henry Wood Hall, London                                                                    | Hyperion Records CDA 67305                                                                                 | klaver |
| Ragna Schirmer                         | juni 1999                      | Johanniterkirche, Groß Eichsen, Tyskland                                                   | Berlin Classics 001716 DDD                                                                                 | klaver |
| Les Violons du Roy                     | september 1999                 | Saint-Irénée, Québec, Canada                                                               | 1 CD Dorian                                                                                                | strygeorkester |
| Amati String Trio                      | december 1999                  | Middelburg Synagogue, Holland                                                              | Columns Classics 99564 DDD                                                                                 | strygere |
| Murray Perahia                         | juli 2000                      |                                                                                            | Sony Classical SK/SM 89243 DDD                                                                             | klaver |
| Mehmet Okonsar                         | 2000                           |                                                                                            | LMO-Records UTC 8697408800030 DDD                                                                          | klaver |
| Władysław Kłosiewicz                   | 2000                           |                                                                                            | Accord ACD 081-2                                                                                           | cembalo |
| Canadian Brass                         | 2000                           |                                                                                            | RCA 63610                                                                                                  | horn, trompet, trombone, tuba |
| Jacques Loussier Trio                  | 2000                           |                                                                                            | Telarc CD-83479 DDD                                                                                        | jazz-trio |
| Uri Caine                              | 2000                           | indspillet i New York, Italien og Tyskland okctober 1999 - januar 2000                     | Winter & Winter 910 054 The Goldberg Variations                                                            | rock, dub, electro, jazz, ragtime, blues, avant-garde, vals, julemusik, soul, tango, mambo, gospel, bebop, experimental, drum & bass, samba, klezmer, bossa nova, etc. |
| Celine Frisch                          | 2001                           |                                                                                            | Alpha 14 (2 CDs) with BWV 1087                                                                             | cembalo |
| Jory Vinikour                          | 2001                           | San Raphael, CA                                                                            | Delos Records                                                                                              | cembalo |
| Wolfgang Dimetrik                      | 2001                           |                                                                                            | Amphion records 20126 DDD                                                                                  | accordeon |
| Francesco Tristano Schlimé             | 2001                           |                                                                                            | Accord ACD 098 with BWV 622                                                                                | klaver |
| Ramin Bahrami                          | februar 2002                   | La Chaux-de-Fonds (CH)                                                                     | Decca 476 282 DDD                                                                                          | klaver |
| András Schiff                          | oktober 2002                   | Basel                                                                                      | ECM DDD (hans anden indspilning, her koncertoptagelse)                                                     | klaver |
| Ketil Haugsand                         | 2002                           |                                                                                            | Simax PSC 1192                                                                                             | cembalo |
| Christina Bjørkøe                      | 2002                           | Scandinavian Classics 220590 -205 DDD                                                      | klaver | |
| Jill Crossland                         | 2003                           |                                                                                            | Apex (Warner Classics) 0927 49979 2 DDD                                                                    | klaver |
| Pierre Hantaï                          | 2003                           |                                                                                            | Mirare MIR 9945 DDD                                                                                        | cembalo |
| Martin Stadtfeld                       | marts 2004                     |                                                                                            | Sony BMG SK93101 DDD                                                                                       | klaver |
| Mika Väyrynen                          | 2004                           |                                                                                            | ALBA ABCD 191                                                                                              | accordeon |
| Catherine Ennis                        | 2004                           |                                                                                            | Mollterz                                                                                                   | orgel |
| Jacqueline Ogeil                       | 2004                           |                                                                                            | ABC Classics - Discovery 476 3529                                                                          | cembalo |
| Trio Zilliacus Persson Raitinen        | 2004                           |                                                                                            | Caprice CAP-21695                                                                                          | strygertrio |
| Jenő Jandó                             | 2005                           |                                                                                            | Naxos 8.557268 DDD                                                                                         | klaver |
| João Carlos Martins                    | 2005                           |                                                                                            | Tomato 2126                                                                                                | klaver |
| Gaede Trio                             | 2005                           |                                                                                            | Tacet 070CD (2 CD) DDD                                                                                     | strygertrio |
| Richard Egarr                          | 8.-11. marts 2005              |                                                                                            | Harmonia Mundi HMU 907425.26, with BWV 1087 DDD                                                            | cembalo |
| Pius Cheung                            | 2006                           |                                                                                            | MPC | marimba |
| Luc Beausejour                         | 2006                           |                                                                                            | Analekta                                                                                                   | cembalo |
| Glenn Gould - Zenph Re-Performance     | maj 2007                       | Glenn Gould Studio, Toronto                                                                | Sony Classics, 88697-03350-2                                                                               | klaver |
| Elena Barshai                          | efterår 2007                   |                                                                                            | Brilliant Classics                                                                                         | orgel |
| Simone Dinnerstein                     | 2007                           |                                                                                            | Telarc CD-80692 DDD                                                                                        | klaver |
| Beth Levin                             | April 28, 2007                 | Steinway Hall, New York City                                                               | Centaur Records, Inc. CRC 2927 DDD                                                                         | klaver |
| Burkard Schliessmann                   | 17.-19. juli 2007              | Teldex Studios Berlin                                                                      | BAYER 100 326 (Qualiton)                                                                                   | klaver |
| Joanna MacGregor                       | 30. september-1. oktober 2007  | Mozarteum, Salzburg, Austria                                                               | Warner Classics 2564-68393                                                                                 | klaver |
| Sylvain Blassel                        | 2008                           |                                                                                            | Lontano (Warner Classics) 2568 69199-6 DDD                                                                 | harpe |
| Catrin Finch                           | 2008                           |                                                                                            | Deutsche Grammophon 477 8097 DDD                                                                           | harpe |
| David Korevaar                         | 2008                           |                                                                                            | Ivory Classics 77005                                                                                       | klaver |
| Lisa Goode Crawford                    | 2008                           |                                                                                            | Centaur CRC 2899 DDD                                                                                       | cembalo |
| Dong-Hyek Lim                          | 2008                           |                                                                                            | EMI | klaver |
| Sergey Schepkin                        | 22. juli 2008                  | Jordan Hall, Boston                                                                        | King International, Inc., Tokyo, Japan KKC 29 DDD; Schepkins anden indspilning af GV                       | klaver |
| Andreas Staier                         | 2009                           | Berlin                                                                                     | Harmonia mundi HMU 902058                                                                                  | cembalo |
| Sebestyén Nyírő                        | 6. december 2007, udgivet 2009 | Basel                                                                                      | MHMC Budapest                                                                                              | klaver |
| Andrea Bacchetti                       | 2010                           | Sacile (PN), Italien                                                                       | Dynamic CDS-659                                                                                            | klaver |
| Tzvi Erez                              | 2010                           | Toronto, Canada                                                                            | Niv Classical                                                                                              | klaver |
| Avner Arad                             | 2010                           | New York City                                                                              | MSR Classics MS-1167                                                                                       | klaver |
| Steven Devine                          | 2010                           | Suffolk, England                                                                           | Chandos 0780                                                                                               | cembalo |
| Nicholas Angelich                      | 2010                           |                                                                                            | Virgin Classics                                                                                            | klaver |
| Nick van Bloss                         | 2010                           | Henry Wood Hall, London                                                                    | Nimbus Records                                                                                             | klaver |
| Minsoo Sohn                            | 2011                           | The Banff Centre, Alberta                                                                  | Honens 21794                                                                                               | klaver |
| Kimiko Douglass-Ishizaka               | 2012                           | Teldex Studio, Berlin                                                                      | Open Goldberg Variations                                                                                   | klaver |
| Jeremy Denk                            | Jan. 2013                      | Recital Hall of the Performing Arts Center, Purchase College, State University of New York | Nonesuch Records                                                                                           | klaver |
| Carsten Dahl                           | Nov. 2014                      |                                                                                            | Tiger Music                                                                                                | præpareret klaver |
| Lang Lang                              | Sep. 2020                      | Studie og live                                                                             | Deutsche Grammophon GmbH                                                                                   | klaver |

## Transskriptioner og andre versioner
Goldbergvariationerne er blevet frit bearbejdet af mange kunstnere, der enten har ændret instrumenterne, noderne eller begge dele. Den italienske komponist Ferruccio Busoni fremstillede en voldsomt ændret transskription til klaver. Ifølge kunstkritiker Michael Kimmelman: "Busoni shuffled the variations, skipping some, then added his own rather voluptuous coda to create a three-movement structure; each movement has a distinct, arcing shape, and the whole becomes a more tightly organized drama than the original." (omtrentlig oversættelse: "Busoni blandede variationer, udelod nogle og tilføjede herefter sin egen mere svulmende koda for at skabe en tredelt struktur; hver del har en særskilt buet form, og det hele bliver et mere stramt organiseret drama end originalen.") Andre arrangementer inkluderer:
- 1883: Josef Rheinberger, transskription til to klaverer, Op. 3 (rev. Max Reger)
- 1912: Karl Eichler, transskription til klaver for fire hænder
- 1938: Józef Koffler, transskription til orkester/strygeorkester
- 1975: Charles Ramirez og Helen Kalamuniak, transskription til guitarer
- 1984: Dmitry Sitkovetsky, transskription til strygetrio (han har også fremstillet et arrangement til strygeorkester)
- 1987: Jean Guillou, transskription til orgel
- 1991: Joel Spiegelman, transskription til synthesizer fra Kurzweil 250 Digital Synthesizer [20]
- 1997: József Eötvös, transskription til guitar
- 2000: Jacques Loussier, arrangement til jazztrio
- 2003: Karlheinz Essl („Gold.Berg.Werk“) til strygetrio og live-electronics
- 2009: Catrin Finch, fuldstændig transskription til harpe
- 2010: Federico Sarudiansky, arrangement til strygetrio
- 2011: James Strauss, komplet transskription til fløjte og cembalo eller fløjte og klaver

### Dansk nytolkning
Jazzpianisten Carsten Dahl har i 2014 udgivet en nyfortolkning af Goldbergvariationerne på Tiger Records. De er indspillet på et klaver med forvrænget strengelyd, der skyldes metal-wirer fastgjort til pianoets strenge. Herved fremkommer en sound, der minder om et cembalo, et westernklaver eller en banjo. En anmelder havde fornemmelsen af, at udgivelsen både var "tro mod Bach" og inspireret af punkmusikkens udtryksformer.